# NGC 1630
NGC 1630 este o galaxie situată în constelația Eridanul. A fost descoperită în 1886 de către Francis Leavenworth. Se află la o distanță de 91,62 de megaparseci de Pământ.